# Kareem Campbell
Kareem Campbell (Harlem, New York, 14 november 1973) is een professioneel skateboarder.
Campbell verwierf zijn bekendheid door van de Amerikaanse Westkust naar de Oostkust te skateboarden. Hij is bekend om zijn signature trick, de Nollie hardflip late 180, die ook wel de Ghetto Bird wordt genoemd.

## Geschiedenis
Zijn eerste sponsor was World Industries. Hij speelde mee in hun video New World Order in 1993. Hij bleef bij het team tot hij het verliet en zijn eigen bedrijf opzette: Menace Skateboards. Later werd de naam omgedoopt tot All City Skateboards. Wegens een internationaal conflict is de naam veranderd naar City Stars.
Campbell was eigenaar van City Star Skateboards en Axion Shoes tot ze beide failliet gingen. Tegenwoordig is hij werkzaam als producent.

## Videospellen
Kareem kwam voor in de volgende spellen:
- Tony Hawk's Pro Skater
- Tony Hawk's Pro Skater 2
- Tony Hawk's Pro Skater 3
- Tony Hawk's Pro Skater 4
- Tony Hawk's Underground